# Hải Tuấn Kiệt
Hải Tuấn Kiệt (tên tiếng Anh: Gabriel Harrison), ngày sinh 17 tháng 11 năm 1972, nam diễn viên và ca sĩ Hong Kong, hiện tại là diễn viên từng đầu phim của đài TVB và cựu diễn viên của đài ATV. Năm 2018, chính thức trở thành nghệ sĩ dưới trướng công ty Thiên Minh Ngu Lạc (SkyTeam Entertainment), phát triển tất cả mảng từ ca sĩ đến diễn viên. Anh ấy là em họ của cựu hoa đán TVB Trần Tuệ San. Và còn có em trai khác là Hải Tuấn Văn là 1 trong 30 thí sinh tham gia chương trình The Voice của TVB năm 2009.

## Bối cảnh
Hải Tuấn Kiệt sinh tại Hong Kong, bên nội ông là người Anh nên anh có gốc Anh và bên ngoại là người Thượng Hải. Anh sinh ra và lớn lên tại khu Cửu Long Lão Hổ Nham (nay là thôn Lạc Phú), có 2 em trai và 1 em gái. Ba anh là lính cứu hỏa am hiểu Thái Lý Phật quyền, từng là bạn học cùng trường thường hay cùng thảo luận về võ thuật với Lý Tiểu Long. Ông nội từng là ca sĩ người Anh của Bách Lạc Môn Thượng Hải. Lúc đó công ty yêu cầu ông ấy đổi một họ tiếng Trung, trong tiếng Thượng Hải "Harrison" lấy chữ "Hải" trong "Thượng Hải" vì âm nó đọc tương tự nhau, cho nên sau này họ của gia đình là họ Hải. Hải Tuấn Kiệt lúc nhỏ thường hay leo núi ở Sư Tử Sơn và công viên ở đường Liên Hợp. Lại có khi cùng hàng xóm chơi đấu võ. Sau này theo một thầy dạy võ thuật học Vịnh Xuân quyền. Nhưng sau khi tham gia làng giải trí mới lại học sâu về Vịnh Xuân quyền với sư phụ Âu Dương Kiếm Văn.

## Cuộc sống gia đình
Hải Tuấn Kiệt năm 2012 khi đến Bắc Kinh công tác quen được người vợ hiện tại Mạc Gia Từ - một thợ trang điểm. Cả hai kết hôn vào năm 2017

## Tác phẩm diễn xuất

### Phim truyền hình (TVB)
| Năm      | Tên phim                                                    | Vai diễn                  | Vai trò              |
| Năm 1995 | Sẽ Có Ngày Lộ Diện / Con Đường Rực Rỡ / Muôn Nỗi Trường Đời | Lục Thiên Lượng           | Nam chính 2          |
| Năm 1996 | Tiền Là Tất Cả                                              | Bào Vĩnh Thông            | Nam phụ              |
| Năm 1996 | Đội Quân Chống Buôn Lậu                                     | Trần Kiện Văn             | Nam phụ              |
| Năm 1996 | Hương Vị Tình Yêu                                           | Vi Tấn Hưởng              | Nam phụ              |
| Năm 1997 | Khi Người Đàn Bà Quá Yêu                                    | Vương Chí Tường           | Đơn nguyên nam chính |
| Năm 1997 | Hồ Sơ Trinh Sát 3                                           | Trương Nhật Phi           | Nam phụ              |
| Năm 1998 | Người Hùng Đảo Bình Châu                                    | Vương An Toàn             | Nam chính thứ 3      |
| Năm 1999 | Truy Tìm Bằng Chứng 2                                       | Viên Thiên Minh (Anthony) | Nam chính thứ 3      |
| Năm 2000 | Tình Không Biên Giới                                        | Lý Đại Chí                | Nam phụ              |
| Năm 2001 | Ỷ Thiên Đồ Long Ký                                          | Vương Bảo Bảo             | Nam chính thứ 3      |
| Năm 2020 | Bằng Chứng Thép 4                                           | Thi Kiến Hiền (Stan)      | Nam chính thứ 4      |
| Năm 2021 | Lực lượng phản ứng 2021                                     | Lương Triệu Hy            | Nam phụ              |
| Năm 2021 | Nghịch thiên kỳ án                                          | Cổ Thành Quân             | Nam phụ              |
| Năm 2021 | Hải quan tinh anh                                           | Bàng Ứng Huy              |                      |
| Năm 2021 | Mối tình không lời                                          | Chúc Triển Huy            |                      |

## Album nhạc
| Số lượng | Tên album               | Loại    | Công ty phát hành | Ngày phát hành   | Bài hát |
| -------- | ----------------------- | ------- | ----------------- | ---------------- | --- |
| 1        | Vi Phong Trung Đích Hải | Đĩa lớn | Hoa Tinh          | Tháng 7 năm 1994 | 1. Vi Phong Trung 2. Tình Yêu Lầm Lỗi 3. Phẫn Nộ Thời Tốc 4. Cả Đời Của Cả Đời 5. See You 6. Bùng Cháy Lên ! Thanh Xuân 7. Người Trong Mộng 8. Ngày Mưa Màu Xám 9. Thần Tượng Mãi Mãi 10. Vi Phong Trung (bản cuối thu của Hải) |